# Blaž Lomovšek
Blaž Lomovšek, slovenski hokejist, * 24. december 1956, Ljubljana.
Lomovšek je bil dolgoletni član kluba Olimpija Hertz Ljubljana. Za jugoslovansko reprezentanco je nastopil na Olimpijskih igrah 1984 v Sarajevu. Po treh sezonah v srbskem klubu HK Partizan Beograd, je kariero zaključil pri hrvaškem klubu KHL Medveščak v sezoni 1990/1991. Pogosto je igral v istem klubu kot brat Domine Lomovšek.
Leta 2012 je bil sprejet v Slovenski hokejski hram slavnih za leto 2008.

## Pregled kariere
Odebeljeno - reprezentančni nastopi, glej tudi Statistika pri hokeju na ledu.
| Moštvo              | Liga               | Sezona |    | Redni del | Redni del | Redni del | Redni del | Redni del | Redni del |   | Končnica | Končnica | Končnica | Končnica | Končnica | Končnica |
| ------------------- | ------------------ | ------ | -- | --------- | --------- | --------- | --------- | --------- | --------- | - | -------- | -------- | -------- | -------- | -------- | -------- |
| Moštvo              | Liga               | Sezona | OT | G         | P         | T         | +/-       | KM        | OT        | G | P        | T        | +/-      | KM       |          |          |
| Olimpija Hertz      | Jugoslovanska liga | 83/84  |    |           |           |           |           |           |           |   |          |          |          |          |          |          |
| Jugoslavija         | Olimpijske igre    | 84     |    | 5         | 0         | 0         | 0         |           | 4         |   |          |          |          |          |          |          |
| Olimpija Hertz      | Jugoslovanska liga | 84/85  |    |           | 34        | 28        | 62        |           |           |   |          |          |          |          |          |          |
| HK Partizan Beograd | Jugoslovanska liga | 85/86  |    |           | 37        |           |           |           |           |   |          |          |          |          |          |          |
| HK Partizan Beograd | Jugoslovanska liga | 86/87  |    |           |           |           |           |           |           |   |          |          |          |          |          |          |
| HK Partizan Beograd | Jugoslovanska liga | 87/88  |    | 32        | 42        | 28        | 70        |           |           |   |          |          |          |          |          |          |
| KHL Medveščak       | Jugoslovanska liga | 88/89  |    |           |           |           |           |           |           |   |          |          |          |          |          |          |
| KHL Medveščak       | Jugoslovanska liga | 89/90  |    | 35        | 18        | 13        | 31        |           |           |   |          |          |          |          |          |          |
| KHL Medveščak       | Jugoslovanska liga | 90/91  |    |           | 12        | 14        | 26        |           |           |   |          |          |          |          |          |          |
| Skupaj              |                    |        |    | 72        | 143       | 83        | 189       |           | 4         |   |          |          |          |          |          |          |